# Bjursjön (Gustav Adolfs socken, Värmland, 665694-138830)
Bjursjön är en sjö i Hagfors kommun i Värmland och ingår i Göta älvs huvudavrinningsområde. Sjön är 11 meter djup, har en yta på 0,335 kvadratkilometer och är belägen 254,4 meter över havet.

## Delavrinningsområde
Bjursjön ingår i det delavrinningsområde (665449-138735) som SMHI kallar för Utloppet av Stor-Ullen. Medelhöjden är 272 meter över havet och ytan är 28,77 kvadratkilometer. Räknas de 2 avrinningsområdena uppströms in blir den ackumulerade arean 38,73 kvadratkilometer. Hagälven som avvattnar avrinningsområdet har biflödesordning 3, vilket innebär att vattnet flödar genom totalt 3 vattendrag innan det når havet efter 358 kilometer. Avrinningsområdet består mestadels av skog (65 procent). Avrinningsområdet har 7,73 kvadratkilometer vattenytor vilket ger det en sjöprocent på 26,8 procent.